# Bronisław Kierzkowski
Bronisław Kierzkowski (ur. 28 sierpnia 1924 w Łodzi, zm. 21 maja 1993 w Warszawie) – polski artysta malarz, pedagog, profesor ASP, żołnierz Armii Krajowej, uczestnik Powstania Warszawskiego. Studiował w latach 1946-47 w dawnej PWSSP w Łodzi, dzisiaj ASP. 

## Życiorys
W czasie II wojny światowej był żołnierzem Armii Krajowej, służył w III Obwodzie "Waligóra" (Wola) Warszawskiego Okręgu Armii Krajowej, podczas Powstania Warszawskiego walczył na Żoliborzu w Zgrupowaniu AK "Żaglowiec".
Studiował w latach 1946-47 w Państwowej Wyższej Szkole Sztuk Plastycznych (dzisiaj ASP) w Łodzi u Władysława Strzemińskiego. W latach 1948–1950 w Wyższej Szkole Sztuk Plastycznych w Sopocie u Juliusza Studnickiego. Jeszcze w czasie studiów był asystentem. Od roku 1951 studiował w warszawskiej ASP u Eugeniusza Eibischa, gdzie też w 1955 uzyskał dyplom.
Władysław Strzemiński miał największy wpływ na jego poszukiwania artystyczne. 
W dochodzeniu do własnych rozwiązań, traktował Kierzkowski koncepcje Strzeminskiego jako punkt odniesienia.
Na początku jego twórczości pojawiły się kolaże, później zupełnie porzucił farbę i zaczął stosować gotowe materie. Nakładał na obraz plastyczną masę gipsową, w którą wciskał kawałki metalu i blach, drutu i rozmaitych odpadów. Tak powstawały obrazy-przedmioty, nazywane kompozycjami fakturowymi, a później strukturalnymi.
Reliefy są najbardziej znaną częścią twórczości Bronisława Kierzkowskiego.
Artysta był także wykładowcą w Zakładzie Światła i Barwy przy warszawskiej ASP i prowadził pracownie malarstwa na Wydziale Sztuk Pięknych UMK w Toruniu. W 1965 roku, po przewodzie w ASP w Warszawie, otrzymał tytuł docenta. 
W 1975 przeniósł się do Lublina do Instytutu Wychowania Plastycznego w UMCS. Od 1978 roku pracował na ASP w Warszawie. W 1987 roku otrzymał nominację na profesora. 
Prace artysty można napotkać w kolekcjach państwowych i prywatnych: Anglii, Francji, Danii, Szwecji, Niemiec, Szwajcarii, Stanów Zjednoczonych, Japonii oraz Polski.